# Kitty Kallen
Kitty Kallen (25 de mayo de 1921-7 de enero de 2016), nacida como Katie Kallen, fue una cantante popular estadounidense cuya carrera abarcó desde la década de 1930 hasta la de 1960, incluyendo la era del Swing de los años de la Big Band, la escena pop posterior a la Segunda Guerra Mundial y los primeros años del rock 'n roll. Kallen actuó con los líderes de las big bands más populares de los años 40, como Jimmy Dorsey y Harry James, antes de iniciar su carrera en solitario.
Es muy conocida por su grabación en solitario de 1954 "Little Things Mean a Lot", una canción que permaneció en el número uno del Billboard estadounidense durante nueve semanas consecutivas y se convirtió en la canción número uno del año en 1954, estuvo en las listas de éxitos de Estados Unidos durante casi siete meses, alcanzó el número 1 en la UK singles chart y vendió más de dos millones de copias. Elegida "cantante femenina más popular" en 1954 en las encuestas de Billboard y Variety, Kallen perdió la voz en el London Palladium en 1955, en la cima de su carrera, y dejó de cantar ante el público durante cuatro años. Después de probar su voz bajo un seudónimo en locales de ciudades pequeñas, finalmente regresó y consiguió 13 éxitos en su carrera.

## Primeros años
Nació el 25 de mayo de 1921 en Filadelfia, Pensilvania, como Katie Kallen (su nombre de nacimiento se ha reportado a veces erróneamente como Katherine Kalinsky), una de los siete hijos de los inmigrantes judíos rusos Samuel y Rose Kalinsky (más tarde Kallen). De niña, ganó un concurso de aficionados imitando a cantantes populares. Cuando volvió a casa con su premio, una cámara fotográfica, su padre no la creyó y la castigó por robar la cámara. Solo cuando los vecinos la visitaron posteriormente para felicitarla, el padre de Kallen se dio cuenta de que realmente la había ganado.

## Carrera

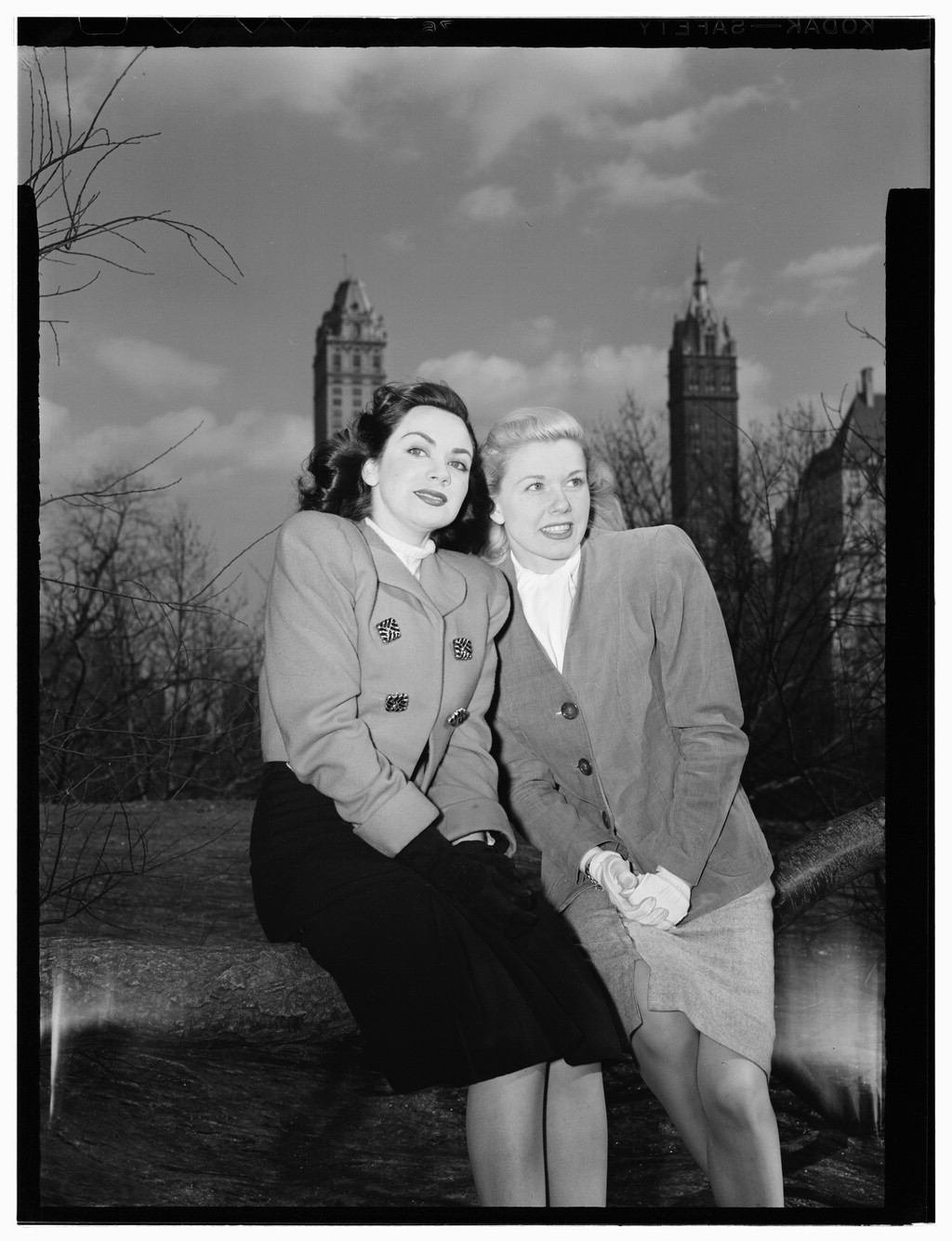
Kitty Kallen junto a Doris Day en el Central Park de Nueva York en 1947

De niña, cantó en The Children's Hour, un programa de radio patrocinado por Horn & Hardart, la legendaria cadena de autómatas. De preadolescente, Kallen tuvo un programa de radio en la WCAU de Filadelfia y cantó con las grandes bandas de Jan Savitt en 1936, Artie Shaw en 1938 y Jack Teagarden en 1939.
Poco antes de cumplir 21 años, el 5 de mayo de 1942, cantó la voz de "Moonlight Becomes You", con Bobby Sherwood y su orquesta en la segunda sesión de la historia para lo que entonces todavía se llamaba Liberty Records, pero que pronto pasaría a llamarse Capitol Records. Fue su única sesión para el sello.
A los 21 años, se unió a la banda de Jimmy Dorsey, sustituyendo a Helen O'Connell. Una de sus grabaciones con Dorsey fue una de las favoritas de los militares estadounidenses: "They're Either Too Young or Too Old" alcanzó el número 2 en las listas de Billboard en 1944. Ese mismo año, Kallen puso voz al éxito número uno de Dorsey "Bésame Mucho". La mayor parte de sus trabajos como cantante fueron en dúos con Bob Eberly, y cuando este se fue al servicio militar a finales de 1943, ella se unió a la banda de Harry James.
Entre enero y noviembre de 1945, tuvo dos canciones grabadas con la orquesta de Harry James en el top veinte, seis en el top diez, y dos en el puesto número 1: "I'm Beginning to See the Light" y "It's Been a Long, Long Time", que sigue estando profundamente asociada al final de la Segunda Guerra Mundial y a las tropas que regresan. En 1951, Kallen apareció con Buster Crabbe como la Reina y el Rey del Invierno en el complejo de Lake Placid.
Con el éxito de 1954 "Little Things Mean a Lot", fue votada como la cantante femenina más popular en las encuestas de Billboard y Variety. AllMusic calificó la grabación como un "éxito monstruoso", y el historiador musical Jonny Whiteside dijo que la canción "caracteriza hábilmente la impresionante, y elegante, transición de Kallen del swing clásico de la gran banda al pop moderno de la posguerra". Siguió la canción con "In the Chapel in the Moonlight", otro disco de un millón de ventas, en Estados Unidos, y una versión de "True Love" para Decca Records.
Kallen actuó en numerosos y destacados locales en directo, como el Copacabana de Manhattan, el Versailles de Morris Levy, el Teatro Capitol, la Sala Maisonette del St. Regis Hotel, el Café Rouge del Hotel Pennsylvania y la Sala Persa del Hotel Plaza. Además, actuó en Broadway en Finian's Rainbow, en la película de 1955 The Second Greatest Sex y en numerosos programas de televisión, como The Tonight Show con Johnny Carson, The Big Beat con el cantante Richard Hayes, American Bandstand, y Fred Allen Judge for Yourself.
En 1959, grabó "If I Give My Heart to You" para Columbia Records, y en 1963, grabó la versión más vendida de "My Coloring Book" para RCA Victor. Su último álbum fue Quiet Nights, un lanzamiento con sabor a bossa nova para 20th Century Fox Records. Posteriormente, se retiró debido a una dolencia pulmonar.
Durante el apogeo de su popularidad, tres impostores se hicieron pasar por Kitty Kallen. Cuando una de ellas, Genevieve Agostinello, murió en 1978, se informó erróneamente de que la propia Kallen había muerto. El 8 de febrero de 1960, Kallen recibió una estrella en el Paseo de la Fama de Hollywood (situado en el lado norte de Hollywood Bulevar, en el número 7021).
En el CD de Sony The Kitty Kallen Story hay una recopilación de sus éxitos en varios sellos.

## Matrimonios
Mientras actuaba con la banda de Jack Teagarden, se casó con Clint Garvin, el clarinetista de la banda. Cuando Teagarden despidió a Garvin, Kallen también se marchó, anulando posteriormente el matrimonio. En 1948, Kallen se casó con Bernard "Budd" Granoff, publicista, agente y productor de televisión, que más tarde se convertiría en un pionero de la televisión. La pareja, casada durante más de cuarenta y cinco años hasta la muerte de Granoff en 1996, tuvo un hijo, Jonathan Granoff, Presidente del Instituto de Seguridad Global y profesor adjunto de Derecho Internacional en la Facultad de Derecho de la Universidad Widener.

## Años posteriores
En 1977, Kallen demandó a su dermatólogo, Norman Orentreich, después de que este le recetara un medicamento con estrógenos, Premarin, para sus pequeñas arrugas faciales. Posteriormente sufrió coágulos de sangre en los pulmones, causados directamente por el medicamento, y un tribunal le concedió 300.000 dólares.
En 2008, Kallen se unió a los artistas Patti Page, Tony Martin, Dick Hyman, Richard Hayman y a los patrimonios de Count Basie, Benny Goodman, Sarah Vaughan, Woody Herman, Les Brown, The Mills Brothers, Jerry Murad, Frankie Laine y la cantante de gospel Sister Rosetta Tharpe en una demanda contra la entonces mayor discográfica del mundo, Universal Music Group, alegando que la empresa les había estafado en los derechos de autor.
En 2009, Kallen fue incluida en el Salón de la Fama del Hit Parade.
Kallen falleció el 7 de enero de 2016 en su casa de Cuernavaca, México, a la edad de 94 años.